# 1669 na ciência

## Eventos
- Nicholas Steno: propõe que os fósseis são restos orgânicos depositados em camadas de sedimentos, base da estratigrafia
- Jan Swammerdam: Species breed true
- Isolamento do elemento químico Fósforo[1]

## Nascimentos
| Data | Nome | Profissão | Nacionalidade | Observações | Ref |
| ---- | ---- | --------- | ------------- | ----------- | --- |

## Mortes
| Data | Nome | Profissão | Nacionalidade | Observações | Ref |
| ---- | ---- | --------- | ------------- | ----------- | --- |